# Шарбов
Шарбов або Шарбів (словац. Šarbov) — село в Словаччині, Свидницькому окрузі Пряшівського краю. Розташоване в північно-східній частині Словаччини біля кордону з Польщею.
Уперше згадується у 1618 році.

## Географія
Протікає Гришов потік.

## Пам'ятки
У селі є греко-католицька церква Успіння Пресвятої Богородиці з 1909 року, в 1923 році перебудована.

## Туризм
Село відоме гірськолижною базою.

## Населення
| Рік:            | 1994. | 2004.    | 2014. | 2024.    |
| --------------- | ----- | -------- | ----- | -------- |
| Кількість осіб: | 18    | 11       | 11    | 19       |
| Різниця:        |       | -38,88 % | +0 %  | +72,72 % |

| Рік:            | 2023. | 2024. |
| --------------- | ----- | ----- |
| Кількість осіб: | 19    | 19    |
| Різниця:        |       | +0 %  |

В селі проживає 13 осіб.
Національний склад населення (за даними останнього перепису населення — 2001 року):
- словаки — 55,56 %
- русини — 44,44 %

Склад населення за приналежністю до релігії станом на 2001 рік:
- греко-католики — 100 %,

| Словаччина | Це незавершена стаття з географії Словаччини. Ви можете допомогти проєкту, виправивши або дописавши її. |

1. ↑  Ця сторінка має Властивість Вікіданих P910: категорія за темою сторінки із значенням "Category:Šarbov", але не має назви українською мовою, яку треба додати за посиланням d:Special:SetLabelDescriptionAliases/Q13397432/uk.
Докладніше: Вікіпедія:Проєкт:Вікідані; Вікіпедія:Категоризація.
2. ↑  Hustota obyvateľstva - obce [om7014rr_obc=AREAS_SK, v_om7014rr_ukaz=Rozloha (Štvorcový meter)]. Statistical Office of the Slovak Republic. 31 березня 2025. Процитовано 31 березня 2025.
3. ↑  Počet obyvateľov podľa pohlavia - obce (ročne) [om7101rr_obce=AREAS_SK]. Statistical Office of the Slovak Republic. 31 березня 2025. Процитовано 31 березня 2025.
4. ↑  Останні вибори до органів місцевого врядування Словаччини відбулися 11 листопада 2018 року. Дані про голову місцевого уряду можуть бути неактуальними.
5. ↑  Šarbov. ŠÚ SR: sodbtn.sk (словац.). // детальні статистичні дані
6. 1 2  Počet obyvateľov podľa pohlavia - obce (ročne) [om7101rr_obce=AREAS_SK]. Statistical Office of the Slovak Republic. 31 березня 2025. Процитовано 31 березня 2025.